# Paradise Valley (album)
| Recensione | Giudizio |
| ---------- | -------- |
| AllMusic   | [ 1 ]    |

Paradise Valley è il sesto album in studio del cantautore statunitense John Mayer, pubblicato il 19 agosto 2013.
L'uscita dell'album è stata preceduta dai singoli Paper Doll e Wildfire. Il terzo singolo estratto è stato Who You Love.
Il titolo dell'album deriva da una grande valle fluviale del fiume Yellowstone con lo stesso nome, che si trova nel sud-ovest del Montana.

## Tracce
Testi e musiche di John Mayer, eccetto dove indicato.
1. Wildfire – 4:15
2. Dear Marie – 3:44
3. Waitin' On the Day – 4:35
4. Paper Doll – 4:19
5. Call Me the Breeze – 3:27 (J.J. Cale)
6. Who You Love (feat. Katy Perry) – 4:12 (John Mayer, Katy Perry)
7. I Will Be Found (Lost at Sea) – 4:03
8. Wildfire (feat. Frank Ocean) – 1:28 (Christopher Breaux)
9. You're No One 'Til Someone Lets You Down – 2:48
10. Badge and Gun – 3:15
11. On the Way Home – 3:59

## Formazione
- John Mayer – voce, chitarra, tastiere; arrangiamenti per fiati su Who You Love
- Sean Hurley – basso
- Aaron Sterling – batteria, percussioni

### Altri musicisti
- Chuck Leavell – tastiere su Dear Marie, Waitin' On the Day, Paper Doll, Call Me the Breeze, I Will Be Found (Lost at Sea), You're No One 'Til Someone Lets You Down, Badge and Gun e On the Way Home
- Paul Franklin – pedal steel guitar su Dear Marie, You're No One 'Til Someone Lets You Down e On the Way Home
- Zane Carney – chitarra su Wildfire (traccia 1) e Dear Marie
- Rami Jaffe – tastiere su Wildfire (traccia 1) e Wildfire (traccia 8)
- Lisa Fischer – cori su I Will Be Found (Lost at Sea) e On the Way Home
- David Ryan Harris – cori su Paper Doll
- Bernard Fowler – cori su I Will Be Found (Lost at Sea)
- Frank Ocean – pianoforte elettrico Wurlitzer e voce su Wildfire (traccia 8)
- Katy Perry – voce su Who You Love
- Larry Williams – sassofono tenore, flauto e arrangiamenti per fiati su Who You Love
- Dan Higgins – sassofono tenore e flauto su Who You Love
- Gary Grant – flicorno soprano su Who You Love
- Bill Reichenbach – trombone tenore, trombone basso e flicorno contralto su Who You Love